# Philip Broberg
Philip Broberg, född 25 juni 2001 i Örebro, är en svensk professionell ishockeyspelare.  Han har tidigare spelat för AIK  i Hockeyallsvenskan. Hans moderklubb är Örebro HUF. 2019 draftades han av Edmonton Oilers i första rundan, som nummer 8 totalt, i NHL-draften 2019.

## Klubbar
- Örebro HUF (2014/2015 - 2017/2018)
- AIK J20, SuperElit (2017/2018 - 2018/2019)
- Skellefteå AIK, SHL (2019/2020 - 2020/2021)